# Ligne 8 du métro de Valence
La ligne 8 (en catalan : Línia 8 de Metrovalència) est l'une des dix lignes du réseau du métro de Valence et l'une des quatre lignes de tramway, ouverte en mars 2015. Elle est exploitée par FGV et dessert la ville de Valence.
Elle constitue la ligne la plus courte du réseau valencien.

## Historique
La ligne 8 est créée le 6 mars 2015, le prolongement du réseau jusqu'à Riba-roja de Túria étant l'occasion d'une refonte de la numérotation des lignes,. Elle reprend le prolongement de la ligne 5 entre Marítim-Serrería et Marina Reial Joan Carles I mis en service huit ans auparavant,.

## Caractéristiques

### Ligne
La ligne compte quatre stations et parcourt 1,2 km. Les rails sont à écartement métrique et la voie est double jusqu'à Neptú,. Elle constitue la plus courte des lignes du métro de Valence.
Elle dessert uniquement la commune de Valence.

### Stations et correspondances
|  |   |  | Station          | Communes                   | Correspondances                                                                         |
|  | - |  | ---------------- | -------------------------- | --------------------------------------------------------------------------------------- |
|  | ■ |  | Marítim          | Valence (Camins al Grau)   | Ligne 5 du métro de Valence · Ligne 6 du métro de Valence · Ligne 7 du métro de Valence |
|  | o |  | Francesc Cubells | Valence (Poblats Marítims) | Ligne 6 du métro de Valence                                                             |
|  | o |  | Grau La Marina   | Valence (Poblats Marítims) | Ligne 6 du métro de Valence                                                             |
|  | ■ |  | Neptú            | Valence (Poblats Marítims) |                                                                                         |

## Exploitation
La ligne est exploitée par les Ferrocarrils de la Generalitat Valenciana (FGV), sous la marque Metrovalència.

### Matériel roulant
La ligne est servie par des trains de type série 4200, produits par Bombardier Transport.

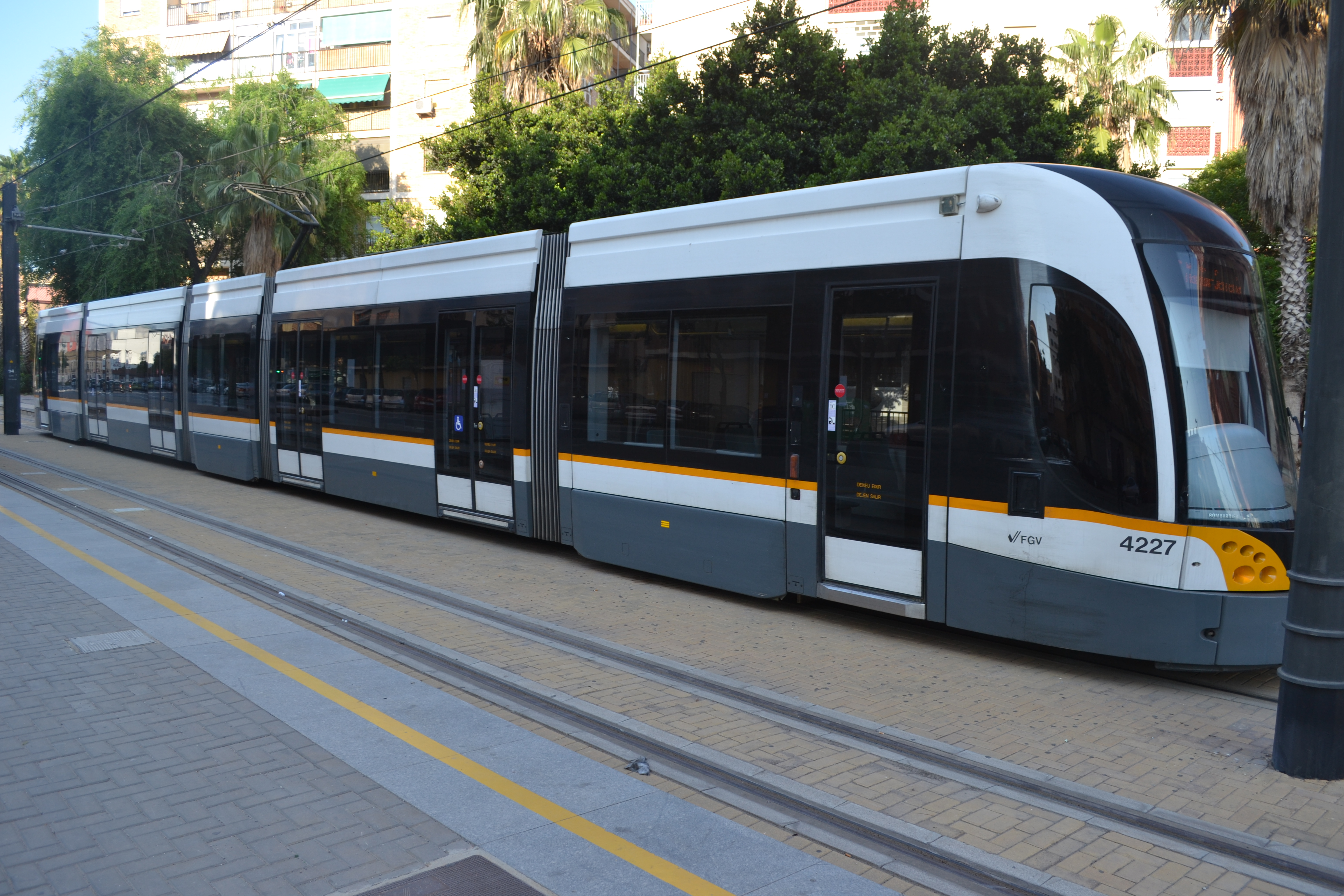
Un train série 4200.

## Projets
Selon le « plan d'amélioration du cadencement » présenté en février 2021 par le gouvernement valencien, un tronçon reliant Platja Les Arenes (lignes 4 et 6) à Neptú passant par la rue Eugènia Viñes sera construit. Les tramways de la ligne 6 continueront ainsi de faire leur terminus à Marítim mais la station Canyamelar passera en sens unique vers Tossal del Rei, ce qui conduira à la suppression de la ligne 8, dont l'ensemble du trajet sera assumé par la ligne 6 agrandie.